# Luchthaven van Yei
De Luchthaven van Yei is een luchthaven in de Zuid-Soedanese stad Yei.

## Locatie
De Luchthaven van Yei ligt in Yei in de staat Central Equatoria, Zuid-Soedan. De luchthaven ligt op zo'n ruwweg 135 kilometer met de hoofdstad Juba en ook de Luchthaven van Juba, de grootste van Zuid-Soedan.
De luchthaven heeft een aantal onverharde start- en landingsbanen. Het ligt zo'n 831 meter boven zeeniveau.